# Lucas Thiem
Lucas Thiem (* 1991 in Neustrelitz) ist ein deutscher Drehbuchautor, Hörspielautor und Regisseur.

## Leben
Lucas Thiem wuchs in Feldberg im Landkreis Mecklenburgische Seenplatte auf. In seiner Jugend arbeitete er unter anderem als ehrenamtlicher Rettungsschwimmer. Nach dem Abitur am Gymnasium Carolinum Neustrelitz leistete er 2010 ein Freiwilliges Soziales Jahr Kultur bei NB-Radiotreff, einem Offenen Kanal der Medienanstalt Mecklenburg-Vorpommern und war als studentische Hilfskraft am Deutschen Zentrum für Luft- und Raumfahrt (DLR) tätig, wo er ein DLR School Lab für den DLR-Standort Neustrelitz mitkonzipierte. 2011 zog er nach Berlin.
Gemeinsam mit seinem damaligen Mitbewohner, dem Kameramann Gunnar Rossow, moderierte Thiem „MYZWOCENTS“, eine Late Night Show auf Youtube. Im Rahmen von MYZWOCENTS entstanden nach und nach größere Filmprojekte, so unter anderem der 2013 für weniger als 5000 Euro in drei Wochen auf der Mecklenburgischen Seenplatte gedrehte Kino-Langspielfilm „Die Rache von Radegast“.
Nach einem abgebrochenen Bachelor-Studium an der Technischen Universität Berlin bewarb sich Thiem 2015 erfolgreich für den Studiengang „Produktion“ an der Deutschen Film- und Fernsehakademie Berlin (DFFB), den er 2020 mit dem Diplom beendete. Sein Abschlussprojekt „Straight Family“, eine 6-episodige Web-Serie, die er als Creative Producer betreute, war die bis dato teuerste Kooperation mit einer Filmhochschule von funk, dem Content-Netzwerk der ARD und des ZDF. Parallel zum Studium arbeitete Thiem als Produktionsleiter und Realisator für audiovisuelle Product Placements von Influencern wie LeFloid, PietSmiet, Space Frogs, RobBubble und David Hain sowie für Kurzbeiträge des KIKA-Formats Timster.
Im Anschluss an das Filmstudium war Thiem zunächst als Producer, Autor und Regisseur von Hörspielen aktiv. So produzierte er unter anderem zwei Staffeln der Audio-Serie MAKEL (mit Alice Dwyer, Heike Makatsch, Peter Lohmeyer, Sabin Tambrea, Florence Kasumba, Ludwig Trepte, Tyron Ricketts, Samuel Finzi u. v. m.) und fungierte als Showrunner der Audio-Serie „Enter Europa“ (mit Maryam Zaree, Burghart Klaußner, Katharina Thalbach, Mark Waschke, Joel Basman, Philip Froissant, Tua El-Fawwal, Tom Schilling u. v. m.), die Dennis Müller von der Süddeutschen Zeitung als „Ocean’s Eleven für Akademiker“ bezeichnete und für die Thiem alle zehn Folgen schrieb und inszenierte.
Thiem ist Stipendiat der Mecklenburg Vorpommern Film Residency und der Roger Willemsen Stiftung.
Thiem lebt auf Rügen und arbeitet in Berlin.

## Werke

### Filmografie (Auswahl)
- 2018: Straight Family (Webserie; Regie: Jasmin Alakari, Paola Calvo, Salena Salketic, Eline Gehring)
- 2019: Nicht hier um zu kritisieren (Dokumentarfilm, 84 min, auch Regie)[10]
- 2023: Conti – Meine zwei Gesichter (TV-Film; Regie: Claudia Garde)[11]
- 2024: Ein Fall für Conti – Spieler (TV-Film; Regie: Nathan Nill)
- 2025: Polizeiruf 110 – Widerfahrnis (TV-Film; Regie: Umut Dag)
- 2025: Ein Fall für Conti – Fünf vor Zwölf (TV-Film; Regie: Nathan Nill)

### Hörspiele
- 2020: MAKEL – Staffel 2 (8 Folgen); Regie: Johannes Schröder (Original-Hörspiel – FYEO)
- 2021: Enter Europa (10 Folgen); auch Regie (Original-Hörspiel – FYEO)

## Trivia
- war in seiner Schulzeit jahrelang Mitglied und Coach des Teams CaroAces, das internationale Erfolge in der FIRST Lego League sammeln konnte[12]
- Teilnehmer des MIT Sloan CIO Symposium in Cambridge (Massachusetts)
- ist auch als Medienpädagoge tätig, so z. B. bei der Initiative „Klappe gegen Rassismus“ in Mecklenburg-Vorpommern[13], als Moderator des Jugendmedienfests Neubrandenburg oder im Kontext der von Anna de Paoli initiierten Plattform "Film macht Schule"